# Tulsa Roughnecks
I Tulsa Roughecks sono stati un club calcistico statunitense di Tulsa, città dell'Oklahoma. Nato nel 1975 come San Antonio Thunder, iniziò le proprie attività sportive a Tulsa nel 1978 nella North American Soccer League fino al 1984 con il nome di Tulsa Roughnecks e poi dal 1993 al 1999 nella United Soccer Leagues. Rifondato nel 2013 col medesimo nome, ha partecipato fino al 2019 alla USL Championship, la seconda lega del campionato nord americano.

## Storia

### I Roughnecks nella NASL (1975-1984)

#### Origine della franchigia
La franchigia che possedeva il marchio Roughnecks nacque a San Antonio (Texas) nel 1975 con il nome di S.A. Thunder, diventata successivamente Team Hawaii. Nel 1978 essa fu trasferita a Tulsa in Oklahoma dando origine ai Tulsa Roughnecks.
I Roughnecks che giocarono dal 1978 al 1984 nella NASL ebbero migliori risultati delle due squadre delle quali ereditò il titolo sportivo: solo in due occasioni non si qualificarono per i playoff (1980-81 e 1984), in un'occasione giunsero in semifinale (persero contro i New York Cosmos) e nel 1983 vinsero il campionato sconfiggendo il Toronto Blizzard al BC Place Stadium di Vancouver con un punteggio di 2-0 davanti a più di sessantamila spettatori. Meno bene si comportò nel campionato indoor, in cui in due edizioni su tre non raggiunse i playoff.
Sebbene la stagione finale della NASL sia stata nel 1984 e la lega abbia chiuso all'inizio del 1985, i Roughnecks continuarono ad operare come club indipendente organizzando incontri amichevoli..

### I Roughnecks e i campionati USISL (1993-2000)
La seconda squadra a usare tale nome disputò i campionati regolari e indoor della USISL, poi divenuta United Soccer Leagues. Rifondata da Mack Amini nel 1993, nelle sette stagioni di permanenza nella terza divisione nordamericana, la squadra raggiunse come massimo risultato le finali di Division nel 1993 e le finali di Conference del 1996. Nei tornei USISL Indoor del 1997-1998 e 1998-1999 fu finalista del torneo.
Nel 1998 il team passò ad una nuova proprietà che cambiò la denominazione della franchigia in Green Country Roughnecks.
Nel 1999 Ali Adibi, ex allenatore della formazione, acquistò la squadra e la ribattezzò nuovamente Tulsa Roughnecks ritirandola dal campionato USL D-3 Pro League, ma continuando l'attività agonistica indoor fino al 2000.

### I Roughnecks in USL (2013-2019)
La proprietà della squadra di baseball dei Tulsa Drillers, i fratelli Jeff e Dale Hubbard, annunciarono il 26 febbraio 2014 che la formazione che avrebbe partecipato al terzo livello del calcio nordamericano si sarebbe chiamata Tulsa Roughnecks, in omaggio alle precedenti e storiche franchigie della Nasl e della USL. I colori della squadra sarebbero stati l'arancione ed il blu marino.
Nei primi cinque anni di attività nella lega, la squadra raggiunse come massimo risultato gli ottavi di finale di Play-off nel 2017.

#### Ridenominazione in FC Tulsa
Al termine della stagione 2019, il 20 agosto, la famiglia Craft acquistò il club cambiando la denominazione in FC Tulsa ed adottando come colori principali il bianco e l'oro.

## Colori e simboli

### Colori
In origine i colori dei Tulsa Roughnecks erano il rosso (principale) ed il bianco. Nell'ultima stagione agonostica i colori cambiarono in verde e giallo, per poi tornare ai colori originali nel 1985. I Roughnecks degli anni '90 utilizzarono il blu ed il bianco come colori principali. A partire dal 2013 i Roughnecks hanno iniziato ad indossare le uniformi arancio e blu.
- 1978-1985 -  Tulsa Roughnecks
- 1993-1998 -  Tulsa Roughnecks
- 1998-1999 -  Green Country Roughnecks
- 1999-2000 -  Tulsa Roughnecks
- 2013-2019 -  Tulsa Roughnecks

Di seguito una selezione delle divise di gioco dei Roughnecks.
Divisa Casa
| 1978 Admiral | 1979-1984 Adidas | 1985 Adidas      | 1993-2000        |  |
| 2015 Admiral | 2016 Admiral     | 2017 New Balance | 2018 New Balance |  |
| 2019 Adidas  |                  |                  |                  |  |

Divisa Trasferta
| 1978 Admiral | 1979-1985 Adidas | 1985 Adidas      | 1993-2000        |  |
| 2015 Admiral | 2016 Admiral     | 2017 New Balance | 2018 New Balance |  |
| 2019 Adidas  |                  |                  |                  |  |

## Strutture

### Stadio
Le squadre giocarono le loro partite estive allo stadio Skelly di Tulsa. Nato per il football americano nel 1930 con una capacità di 14.500 posti, fu espanso a 40.385 nel 1965. Conosciuto dal 1930 al 1947 come Skelly Field (dal nome del benefattore che lo finanziò, il petroliere William Skelly) e da allora ai giorni nostri come Skelly Stadium, dal 2007 è rinominato Skelly Field at H.A. Chapman Stadium, dal nome di H.A. Chapman, un altro filantropo che ha finanziato il progetto di ristrutturazione dell'impianto. Nell'era USL, ossia dal 2015, il club ha disputato le proprie partite interne presso l'ONEOK Field, stadio di baseball dei Tulsa Drillers.

## Società

### Organigramma societario
- James Cannon - Presidente
- Wayne Farmer - General manager

### Sponsor
| Cronologia degli sponsor tecnici - 1978 - Admiral Sportswear - 1979-1985 - Adidas - 1993-2000 - ? - 2015-2016 - Admiral Sportswear - 2017-2018 - New Balance - 2019 - Adidas | Cronologia degli sponsor ufficiali - 1985 - Pepsi - 2015-2016 - Oculto - 2017-2019 - Osage Casino |

## Allenatori e presidenti

### Presidenti e proprietari
- 1978-1983:  Carl Moore, Mike Kimbrel, Rick Lowenherz e Fred Williams
- 1984:  Tulsa Cable
- 1993-1999:  Mack Amini
- 1999:  ?
- 1999-2000:  Ali Adibi
- 2013-2019:  Tulsa Drillers (Jeff Hubbard e Dale Hubbard)
- 2019:  Famiglia Craft (Ryan, J.W. e Kyle Craft)

### Allenatori
- 1978:  Bill Foulkes
- 1978:  Alex Skotarek (ad interim)[2]
- 1979:  Alan Hinton
- 1980–1981:  Charlie Mitchell
- 1981–1983:  Terry Hennessey
- 1983–1984:  Steve Earle
- 1984:  Wim Suurbier
- 1993–1995:  Ali Adibi
- 1995:  Zeljko "Vince" Krsnik
- 1995:  Ali Adibi
- 1995–1996:  Victor Moreland
- 1996–1998:  Ali Adibi
- 1998:  Tama Andofar e  Jason Maricle
- 1998-2000:  Ali Adibi
- 2015-2016:  David Irving
- 2016-2018:  David Vaudreuil
- 2018-2019:  Michael Nsien

## Palmarès

### Competizioni nazionali
- Campionato NASL: 1

1983